# الکساندر مادلونگ
الکساندر مادلونگ (انگلیسی: Alexander Madlung؛ زادهٔ ۱۱ ژوئیهٔ ۱۹۸۲) بازیکن فوتبال اهل آلمان است.
از باشگاه‌هایی که در آن بازی کرده‌است می‌توان به باشگاه فوتبال هرتابرلین، باشگاه فوتبال آینتراخت فرانکفورت، باشگاه فوتبال وولفسبورگ، و باشگاه فوتبال فورتونا دوسلدورف اشاره کرد.
وی همچنین در تیم‌های ملی فوتبال زیر ۲۱ سال آلمان، Germany national football B team، و آلمان بازی کرده‌است.